# Анджей Гурка (староста)
Анджей Гурка (пол. Andrzej I Górka, близько 1501 — 3 грудня 1551, Познань) — польський шляхтич, магнат, державний діяч Королівства Польського.

## Біографія
Старший син яворівського старости, лютеранина Гурки Лукаша та його дружини Катажини Шамотульської (†1530) — доньки старости яворівського Анджея (†1511)
1518 року з батьком їздив до Оломоуця зустрічати Бону Сфорцу. Брав участь у весіллі на Вавелі. За впливи в Короні суперничав з Яном Амором Тарновським, коронним підчашим Радзивіллом.
Став великим шанувальником та «опорою» Станіслава Оріховського, разом з П. Кмітою — замовниками його творів.
Під час сейму 1548 став на чолі опозиції з Кмітою, Тенчинським. У виступі 23 листопада сильно образив короля та Барбару Радзивілл. Не сприйняв факт одруження Сігізмунда ІІ Августа з Барбарою Радзивілл, якій не склав присяги вірності; разом з П. Кмітою був одним з найзатятіших її ворогів.
Був одним з головних протестантів Великопольщі. Допомагав Станіславу Оріховському.
Посади: каштелян каліський (1532 р.), познанський (1535 р.); староста генеральний великопольський, буський, яворівський, гнезненський, кольський, валецький, велюньський.
Взимку 1550-51 захворів, влітку 1551 сильно застудився. Помер 3 грудня 1551 в Познані.

### Власність
Один з найбільших магнатів Корони, найбільший — у Великопольщі. Володів містами у Великопольщі (зокрема, Гурка, Шамотули, Курнік, Козьмін, Бнін, Ютросін, Сєракув), Горай, Кам'янка, половина Щебрешина (Любельське воєводство), також Золочевом та Андрнополем у Руському воєводстві.

### Сім'я
Дружина — Барбара Курозвенцька, єдина донька старости кшепицького, вєлюньського Станіслава Курозвенцького (†1518) та сестри Марціна Зборовського Зофії. Мала великий спадок, віно. Діти:
- Лукаш — буський староста, формально був одружений з Гальшкою Острозькою, їх обвінчав Познанський єпископ РКЦ в присутності короля Сігізмунда II Августа
- Анджей — староста буський, яворівський, гнезненський, кольський, валецький, дружина — Барбара Гербурт (†1579)
- Станіслав
- Катажина
- Барбара — дружина каштеляна рогозінського Войцеха Чарнковського